# NA-743
La NA-743 es una carretera española ubicada en la Comunidad Foral de Navarra.
Administrada por el Gobierno de Navarra, pertenece a la red de carreteras de Navarra, en la categoría de carretera de interés.
Tiene una longitud de 8,89 km y es el tramo navarro de la carretera que en el País Vasco se denomina A-126, teniendo tanto su origen como su final en dicha A-126. Atraviesa, de este a oeste, las localidades de Genevilla, Cabredo y Marañón.

## Recorrido
| Denominación | Kilómetro | Salida                | Carretera             | Dirección             |
| ------------ | --------- | --------------------- | --------------------- | --------------------- |
| NA-743       | 0         | Álava por A-126       | Álava por A-126       | Álava por A-126       |
| NA-743       | 1         | Travesía de Genevilla | Travesía de Genevilla | Travesía de Genevilla |
| NA-743       | 3         |                       | NA-7200               | Lapoblación           |
| NA-743       | 3         | Travesía de Cabredo   | Travesía de Cabredo   | Travesía de Cabredo   |
| NA-743       | 6         | Travesía de Marañón   | Travesía de Marañón   | Travesía de Marañón   |
| NA-743       | 8         | Álava por A-126       | Álava por A-126       | Álava por A-126       |